# Johann Friedrich von Balbi
Johann Friedrich von Balbi (* um 1700 in Kleve; † 19. Januar 1779 in Berlin) war Kommandeur des preußischen Ingenieurkorps und Ritter des Ordens Pour le Mérite.

## Leben
Er entstammt einer vornehmen genueser Familie. Sein Großonkel war Francesco Maria Balbi, der Doge von Genua.
Er trat 1715 in den preußischen Militärdienst. 1733/34 war er als Freiwilliger bei der Belagerung von Kehl (1733) und der Belagerung von Philippsburg (1734) dabei. 1745 wird er Ingenieur-Major. Von 1746 bis 1748 war er bei der französischen Armee in den Niederlanden. 1749 erstellt er auf Basis einer Skizze von Peter von Montargues (1660–1733) eine Karte der Mark Brandenburg. 1757 wurde er Oberst und bekam den Orden Pour le Mérite verliehen. Insgesamt nahm er an neun Schlachten und 23 Belagerungen teil. Die Belagerungen von Breslau, Schweidnitz und Olmütz leitete er selbst. Nach der fehlgeschlagenen Belagerung von Olmütz im Frühsommer des Jahres 1758 fiel er bei König Friedrich II. in Ungnade, der ihn aber schon bald wieder nach Potsdam holte.
Seine Rechtschaffenheit und sein Witz machten ihn zu einem beliebten Begleiter von Friedrich II. So begleitete nur er und ein Page den König, als dieser im Juni 1752 inkognito nach Holland reiste.

### Literarisches
Auf Veranlassung des Königs veröffentlichte Balbi 1753 ein Buch über ein Schulmanöver bei Spandau. Es war aber nur zur Desinformation gedacht. Nach dem Siebenjährigen Krieg verfasste er seine Lebensgeschichte. Sie wurde von einigen engen Freunden und dem König gelesen und für gut befunden. Das Manuskript ist nie veröffentlicht worden und nach seinem Tod verschwunden.

## Familie
Johann Friedrich von Balbi war mit Susanne Luise von Seers, einer Tochter des Generalmajors Philipp Loth von Seers verheiratet und hatte Kinder.